# Saltella setigera
Saltella setigera är en tvåvingeart som beskrevs av Enrico Adelelmo Brunetti 1910. Saltella setigera ingår i släktet Saltella och familjen svängflugor. Inga underarter finns listade i Catalogue of Life.